# Мисс США 1978
Мисс США 1978 (англ. Miss USA 1978) — 27-й конкурс красоты Мисс США прошедший 29 апреля 1978 года, в Gillard Municipal Auditorium, Чарлстон, Южная Каролина. Победительницей конкурса стала Джуди Андерсен из штата Гавайи.

## Результаты
| Итоговое место | Участница |
| -------------- | --- |
| Мисс США 1978  | - Гавайи — Джуди Андерсен |
| 1-я Вице Мисс  | - Массачусетс — Дайан Поллард |
| 2-я Вице Мисс  | - Техас — Барбра Хоран |
| 3-я Вице Мисс  | - Индиана — Джейме Бухер |
| 4-я Вице Мисс  | - Нью-Мексико — Марлена Гарланд |
| Полуфиналистки | - Аляска — Барбара Самуэльсон - Калифорния — Донна Адриан - Флорида — Эйприл Шоу - Оклахома — Нэнси Липпольд - Пенсильвания — Сэнди Делл - Юта — Марго Флинн - Виргиния — Робин Шейдл |

### Специальные награды
| Award                | Contestant                       |
| -------------------- | -------------------------------- |
| Мисс Конгениальность | - Вермонт – Нэнси Верцбики       |
| Мисс Фотогеничность  | - Теннесси – Сьюзанна Тимберлейк |

## Штаты-участницы
| - Алабама – Ева Джо Стэнсил - Аляска – Барбара Самуэльсон - Аризона – Джеки Кратчфилд - Арканзас – Донна Фундерберк - Калифорния – Донна Адриан - Колорадо – Линда Потестио - Коннектикут – Марта Сабо - Делавэр – Донна Льюис - Вашингтон (округ Колумбия) – Ванда Клайнман - Флорида – Эйприл Шоу - Джорджия – Ларинда Мэтьюз - Гавайи – Джуди Андерсен - Айдахо – Сюзетт Сэнфорд - Иллинойс – Сюзанна Пиш - Индиана – Джейме Бухер - Айова – Мишель Дейли - Канзас – Дидди Белл - Кентукки – Линда Вудрафф - Луизиана – Тауни Хейнс - Мэн – Катрин Ледуэ - Мэриленд – Ронда Кох - Массачусетс – Дайан Поллард - Мичиган – Эйприл Патрик - Миннесота – Джейни Голь - Миссисипи – Ванда Гатлин - Миссури – Паула Тейлор | - Монтана — Сьюзан Риплетт - Небраска — Шари Реймерс - Невада — Рошель Джеймсон - Нью-Гэмпшир — Барбара Миллер - Нью-Джерси — Шерил Энн Хоэн - Нью-Мексико — Марлена Гарланд - Нью-Йорк — Дарлин Джавитс - Северная Каролина — Кэтрин Норман - Северная Дакота — Тереза Олсон - Огайо — Шейла Андерсон - Оклахома — Нэнси Липпольд - Орегон — Джули Хитер - Пенсильвания — Сэнди Делл - Род-Айленд — Шэрон МакГарри - Южная Каролина — Кэтрин Угроза - Южная Дакота — Наден Оппольд - Теннесси — Сюзанна Тимберлейк - Техас — Барбра Хоран - Юта — Марго Флинн - Вермонт — Нэнси Вежбицки - Виргиния — Робин Шейдл - Вашингтон — Барбара Богар - Западная Виргиния — Дебора Дэвис - Висконсин — Синтия Полсон - Вайоминг — Кэтрин Флитнер |

## Судьи
- Лерой Нейман
- Барбара Петерсон
- Теодор Бикел
- Эйлин Форд